# Hamiltonsche Gruppe
In der Gruppentheorie nennt man eine Gruppe dedekindsche Gruppe (nach Richard Dedekind), wenn jede Untergruppe ein Normalteiler ist. Offenbar ist jede abelsche Gruppe eine dedekindsche Gruppe. Die nicht-abelschen unter ihnen werden hamiltonsche Gruppen genannt (nach William Rowan Hamilton).
Die hamiltonschen Gruppen können nach einem auf Dedekind zurückgehenden Satz vollständig angegeben werden:
- Jede endliche hamiltonsche Gruppe {\displaystyle G} ist von der Form {\displaystyle G\cong Q_{8}\times A\times (\mathbb {Z} /2\mathbb {Z} )^{n}}, wobei
  - {\displaystyle Q_{8}} die Quaternionengruppe ist,
  - {\displaystyle A} eine abelsche Gruppe ungerader Ordnung ist
  - und {\displaystyle n\in \mathbb {N} _{0}} ist.

Ist {\displaystyle n=0}, so fehlt der dritte Faktor. Die Gruppe {\displaystyle A} kann einelementig sein, dann fehlt der zweite Faktor. Die Quaternionengruppe ist daher die kleinste hamiltonsche Gruppe und jede hamiltonsche Gruppe enthält einen zur Quaternionengruppe isomorphen direkten Faktor.
Demnach sind {\displaystyle Q_{8}\times Q_{8}} und {\displaystyle Q_{8}\times \mathbb {Z} /4\mathbb {Z} } keine hamiltonschen Gruppen. In der Tat sind {\displaystyle \{(q,q);q\in Q_{8}\}} bzw. {\displaystyle \{(1,{\overline {0}}),(i,{\overline {1}}),(-1,{\overline {2}}),(-i,{\overline {3}})\}\,} nicht-normale Untergruppen, wobei wie üblich {\displaystyle Q_{8}\,=\,\{1,-1,i,-i,j,-j,k,-k\}} und {\displaystyle \mathbb {Z} /4\mathbb {Z} =\{{\overline {0}},{\overline {1}},{\overline {2}},{\overline {3}}\}} sei.